# Cyathula natalensis
Cyathula natalensis là loài thực vật có hoa thuộc họ Dền. Loài này được Sond. mô tả khoa học đầu tiên năm 1850.